# Flauta alto

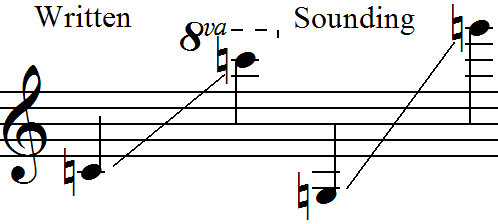
A extensão da flauta alto. Seu alcance (F1) está entre a flauta soprano (C2) e a flauta tenor (C1).

Flauta alto (ou flauta contralto) é um instrumento musical do grupo das madeiras. Tem um som muito melodioso[carece de fontes?] e sua função na orquestra é fazer somente a parte do contralto. O instrumento possui duas variações: flauta doce e flauta transversal. A versão transversal é formada por três partes sendo que primeira é o bocal, a segunda 8 chaves e 2 válvulas, e a terceira 1 chave e 2 válvulas.
Possuem dois modelos de cabeça, curva e reto. A cabeça curvada é usualmente destinada a músicos menores, pois requer menor alongamento para os braços. A versão reta ainda assim é mais comumente usada para melhor entonação geral.

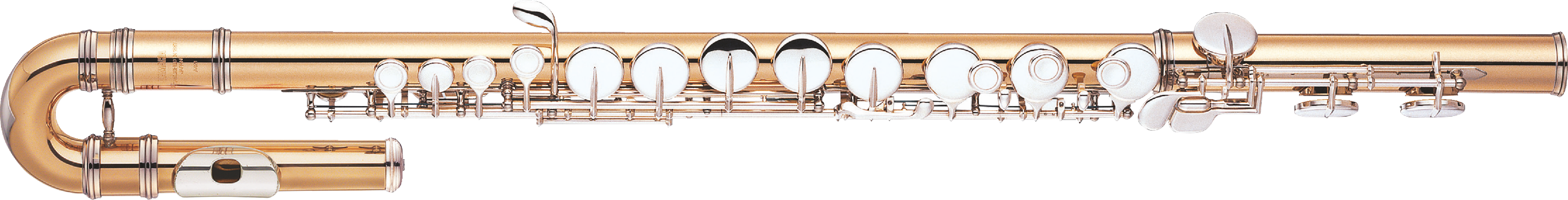
Uma flauta alto transversal de cabeça curva.

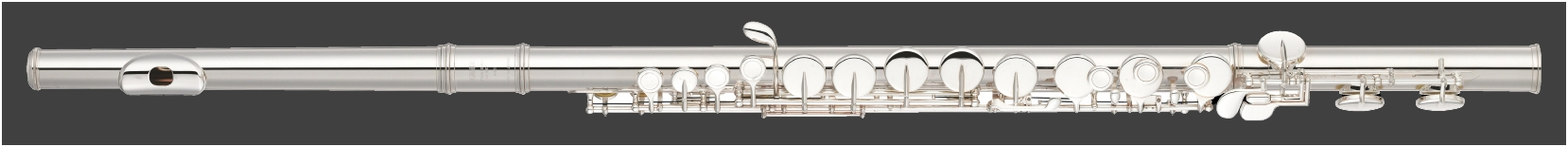
Uma flauta alto transversal de cabeça reta.